# 301-es állapotkód
A 301-es állapotkód (301 redirect, 301-es átirányítás) egy HTTP-állapotkód egy szerveroldali átirányításnak, mely a felhasználók és a keresőmotor-robotok számára jelzi, hogy egy weboldal végérvényesen új helyre költözött, vagy törlésre került, de nagyon hasonló tartalommal egy másik helyen elérhető. A webhelyek új domainre költöztetése, a több URL-ről érkező forgalom egy preferált URL irányába való továbbítása, két webhely egy webhellyé történő egyesítése során a régi webhelyekre mutató hivatkozások új webhelyre való átörökítése, illetve egy törölt oldalra látogató felhasználók új oldalra történő átirányítása esetében tanácsolja a Google a 301-es átirányítás használatát.